# Phaneta albertana
Phaneta albertana is een vlinder uit de familie van de bladrollers (Tortricidae). De wetenschappelijke naam van de soort is, als Thiodia albertana, voor het eerst geldig gepubliceerd in 1925 door James Halliday McDunnough.

## Type
- holotype: "male"
- instituut: CNC, Ottawa, Ontario, Canada
- typelocatie: "Canada, Alberta, Lethbridge"